# Törnsfalls landskommun
Törnsfalls landskommun var en tidigare kommun i Kalmar län.

## Administrativ historik
När 1862 års kommunalförordningar trädde i kraft inrättades i Sverige cirka 2 500 kommuner. Huvuddelen av dessa var landskommuner (baserade på den äldre sockenindelningen), vartill kom 89 städer och åtta köpingar. I Törnsfalls socken i Södra Tjusts härad i Småland inrättades då denna kommun.
Enligt kungligt beslut den 12 januari 1945 ändrades namnet på kommunen från Törnesfalla till Törnsfall.
Vid kommunreformen 1952 uppgick den i storkommunen Gladhammar.
År 1971 upplöstes Gladhammars landskommun och detta område uppgick då i Västerviks kommun.

## Politik

### Mandatfördelning i Törnsfalls landskommun 1938-1946
| 8 | 1 | 4 | 2 | 5 |

| 19 |

| 20 |

| 19 |

| 10 | 10 |

| 19 |